# Proteus (Marvel Comics)
Kevin MacTaggert, más conocido como Proteus (Proteo en español) o Mutante X, es un personaje escocés que aparece en los cómics estadounidenses publicados por Marvel Comics. El personaje se asocia comúnmente con los X-Men.
Kevin era el hijo mutante de la investigadora genética escocesa Moira MacTaggert y del político Joseph MacTaggert. Kevin tenía poderes de posesión y deformación de la realidad y vivió la mayor parte de su vida en reclusión forzada en las instalaciones de investigación de su madre en la Isla Muir.
Su intento de liberarse y encontrar a su padre se volvió una historia clásica desde 1979 a 1980 en Uncanny X-Men, la cual fue adaptada en la serie animada de X-Men de la década de 1990. En 2009, Proteus fue clasificado por IGN como el 77.º villano más grande de todos los tiempos.

## Historia de publicación
Creado por el escritor Chris Claremont y el artista/coguionista John Byrne, Proteus apareció por primera vez en Uncanny X-Men #125, publicado en septiembre de 1979, aunque en números anteriores se mostraron indicios del personaje. Primero, aparece fuera del panel en Uncanny X-Men #104 y luego, su voz se revela en Uncanny X-Men #119, cuando se hizo cargo del cuerpo de su primera víctima fuera del panel.

## Biografía ficticia del personaje

### Primeras apariciones
Proteus está escrito como uno de los mutantes más fuertes y letales que jamás haya aparecido en Marvel Comics. A pesar de esto, Proteus no tuvo la suerte de tener una vida feliz. Incluso su concepción se produjo en circunstancias desagradables. Era el hijo de la genetista Moira MacTaggert y el político Joseph MacTaggert, que habían estado casados durante un tiempo, pero tenían una relación conflictiva. Cuando Moira intentó dejarlo, su esposo le pegó una paliza y la violó, por lo que ella acabó en el hospital. Desde entonces, decidió hacer su propia vida, pese a que Joseph no le concedía el divorcio, ya que estar casado con una científica tan importante le resultaba útil para su carrera política. Sin embargo, lo que Joseph no sabía era que Moira se había quedado embarazada como consecuencia del ataque.
Fue así que ella comenzó a criar a su hijo, llamado Kevin, en su centro de investigaciones de la Isla Muir, en Escocia. Aunque todo cambió cuando el niño empezó a manifestar su mutación a temprana edad. Como sus poderes suponían un alto consumo de energía y el desgaste de su propio cuerpo, Moira se vio obligada a encerrarlo, en una celda equipada con campos de energía, para poder mantenerlo con vida.
Durante diez años, investigó sin éxito una cura, manteniéndolo recluido bajo el alias Mutante X, con la esperanza de borrar todo rastro de su existencia. Para entonces, Kevin resentía a su madre, tras los repetidos fracasos por intentar ayudarlo.
Pero cuando la Isla Muir se convirtió en el escenario de un enfrentamiento entre Magneto y la Patrulla X, la contienda provocó daños a los muros que contenían a Kevin, logrando este escapar. Al estar expuesto a sus poderes, comenzó a consumir su propio cuerpo, saciando su necesidad de energía. Habría muerto, de no haberse encontrado en las instalaciones con un marinero de nombre Angus MacWhirter, cuyo cuerpo no tardó en poseer.
Cuando Moira se percató del escape de su hijo, el Mutante X había intentado apoderarse en vano de Jean Grey, cuyos poderes de Fénix provocaron su huida. Luego intentó repetir el proceso con Polaris, pero fracasó y huyó en uno de los cuerpos duplicados del Hombre Múltiple.
Utilizando la lancha de MacWhirter, abandonó la Isla Muir y llegó a Stornoway, donde buscó un nuevo huésped, ya que necesitaba más energía y el duplicado se hallaba cada vez más consumido. Allí encontró a un joven llamado Ferdie Duncan, que regresaba ebrio a su casa, y a quien sometió inmediatamente. Más tarde, la Patrulla X, que ya estaba al tanto de la situación y se encontraba en búsqueda del prófugo, descubrió el cuerpo sin vida de Duncan, por lo que desconocían la nueva identidad que éste pudiera tener.
Wolverine y Nightcrawler fueron los primeros en hallar al Mutante X cuando se trasladaba en el cuerpo de un policía de la zona. Kevin intentó apoderarse de Logan, pero se vio obligado a regresar al policía en cuanto detectó el adamantium que llevaba en su esqueleto, ya que el metal era su debilidad. Acto seguido, el mutante prófugo (ahora autodenominado Proteus) puso en práctica sus habilidades de dominio de la realidad con ambos rivales, dispersando y distorsionando sus cuerpos, y provocándoles una severa derrota física y moral.
Tormenta también intentó detenerlo, pero fue superada y, cuando él estaba a punto de tomarla, unos disparos casi lo alcanzaron. Moira estaba escondida lejos de su rango de visión, portando un rifle y dispuesta a matar a su hijo, aunque fue distraída por Cíclope antes de dispararle el tiro final. Temiendo por su debilidad al metal, Proteus huyó nuevamente y Moira dedujo que su hijo viajaba en dirección a Edimburgo, donde vivía su padre Joseph MacTaggert.
Moira fue la primera en llegar a la residencia de Joseph para avisarle de la situación, y cuando éste llamaba por teléfono a la policía, su hijo logró encontrarlo y no tardó en hacerse con él, sintiendo una gran fuerza vital que no había sentido antes. Además, al apoderarse también de sus recuerdos y emociones, le confesó a su madre que se sentía más identificado con su padre de lo que creía y la tomó de rehén ante la llegada de la Patrulla X.
Durante la batalla, Kevin demostró tener un mayor control de sus poderes, alterando la ciudad de Edimburgo y provocando una evacuación de sus habitantes. Sin embargo, huyó con su madre a las afueras de la ciudad, en dirección a un castillo cercano. Llegando a la cima de la colina donde estaba dicho castillo, Cíclope envió a Coloso a detenerlo, ya que el cuerpo de Joseph se encontraba cada vez más consumido. Una vez arriba, Peter salvó a Moira de ser poseída por su hijo, lanzando a Proteus contra un muro de piedra, lo cual acabó por destruir su cuerpo. De esta forma, solo quedó su forma energética y torturó a Coloso a nivel psíquico, evocando traumas dolorosos de su pasado. Pero el dolor no impidió que Peter contraatacara utilizando su forma metálica, y le asestó un fuerte golpe a Proteus que lo desintegró totalmente, dispersando sus restos y su conciencia en incontables partes.
Tiempo después, IMA buscó reconstruir al Mutante X, por lo que recurrieron a las habilidades de la mutante Harness y su hijo Piecemeal para reunir toda la energía dispersa, ya que éste tenía la habilidad de absorber energía, mientras que su madre se ocupaba de recopilarla. Los Nuevos Mutantes, los Nuevos Guerreros, Moira MacTaggert y unos aliados de la Isla Muir intentaron detener el proceso, pero el cuerpo de Piecemeal acabó explotando, lo que dio origen a un nuevo ser cuya conciencia era una fusión de Piecemeal y Kevin MacTaggert. Este nuevo ser comenzó a alterar la realidad hasta que Factor-X intervino y, tras una dura decisión, convencieron a Proteus de suicidarse con la excusa de que jamás hallaría la felicidad en su realidad.

### Exiles
Durante los eventos de House of M, la realidad de la Tierra-616 había sido alterada por los poderes de la Bruja Escarlata y los mutantes se convirtieron en la especie dominante del planeta.
En esta nueva historia, Kevin se hallaba en los laboratorios de la Isla Muir, donde sus poderes consumían su propio cuerpo y lo orillaban a la muerte. Por lo que su madre Moira MacTaggert investigó una forma de neutralizar el gen mutante, lo cual llamó la atención del Rey Magnus, quien envió a sus centinelas a destruir el laboratorio. De esta forma, el Mutante X huyó de Escocia y llegó a Nueva York, dejando una gran cantidad de muertos a su paso. Allí obtuvo el cuerpo de la mutante Angel Salvatore.
Al mismo tiempo, el equipo de mutantes interdimensionales conocido como Exiles arribó a aquella tierra para ayudar a Beak a reencontrarse con su esposa Angel y sus hijos. Proteus no tardó en percibir un lazo peculiar en aquel grupo y raptó a Beak para interrogarlo acerca de ellos.
Moira, quien se hallaba prófuga del gobierno, siguió el rastro de su hijo desde la Isla Muir y contactó a los Exil
iados para que la ayuden a detenerlo. La búsqueda condujo al equipo hacia el edificio donde vivía Angel, y Beak había sido tomado como rehén.
Vindicator, encargada de dirigir las misiones de los Exiliados, descubrió la historia original en la cual el Mutante X había sido derrotado por Coloso, e informó al equipo la debilidad de éste por el metal. Fue así que Moira le disparó a su hijo una bala metálica, que se alojó en su cuerpo y provocó que la forma energética de Proteus abandonara a Angel. Mímico combinó las habilidades de Wolverine y Coloso para destruirlo, pero un lapso de duda provocó que Proteus se apoderara de su cuerpo. El Mutante X manipuló luego el espacio para desaparecer de ese universo y el equipo tuvo que marcharse en su búsqueda.
Los Exiliados sabían que, durante el enfrentamiento, Proteus se había transportado por un instante al Palacio de Cristal (cuartel general del equipo) y había descargado información sobre miles de tierras alternativas, por lo que comenzaron a perseguirlo hacia muchas de ellas. La primera fue la Tierra-15731, donde el Mutante X no logró conseguir el cuerpo anfitrión que deseaba, pero obtuvo el de John Tensen (autodenominado Justicia). La pelea había consumido aún más el cuerpo de Mímico y éste murió poco antes de que los Exiliados lo encuentren. Vindicator, por su parte, envió a Longshot como plan de apoyo, debido a que era el único capaz de manipular las probabilidades a su favor sin sufrir las distorsiones de Proteus. Tras haber sido atacado con las navajas de Longshot y ser acorralado por el metal, Proteus huyó a la Tierra 928 (Universo 2099).
A través de la base de datos de Industrias Alchemax, Proteus logró encontrar al Hulk de aquella tierra y tomó su cuerpo, ya que sus poderes le brindaban una fuente casi inagotable de energía.
En la Tierra-9200, Proteus decidió apoderarse del poderoso Hulk de aquella tierra, conocido como Maestro, quien gobernaba la ciudad de Distopía. Al llegar a su palacio, el Maestro ya había sido advertido por los Exiliados y, durante la pelea, el Mutante X se apoderó de Morfo. Sin embargo, Proteus se sintió a gusto con su nuevo cuerpo ya que los poderes metamórficos de su anfitrión impedían el desgaste físico.
Finalmente, regresó a la Tierra-616, con la intención de volver a su hogar. Allí, Blink teleportó en una tiara un dispositivo modificador de comportamiento que Proteus se colocó accidentalmente. Como resultado, éste accedió solo a los recuerdos de Morfo, haciéndole creer que era él. De esta forma, "Morfo" continuó luchando junto a los Exiliados, mientras ellos lo vigilaban para asegurarse de que la conciencia de Proteus no volviera a despertar.
Con el paso del tiempo, el equipo comenzó a sospechar sobre ciertas actitudes inusuales en Morfo, por lo que decidieron someterlo a menudo a nuevos lavados de cerebro con el aparato. Desde entonces, han revisado simulaciones para anticiparse a cualquier posible regreso del villano. Pero más adelante, un enfrentamiento entre Dientes de Sable y Psylocke ocasionó la caída de una estantería en la cabeza de Morfo, lo cual destruyó dicho aparato.
En medio de una batalla con un ser denominado Hacedor, la conciencia de Proteus despertó. En ese momento, Morfo le confesó a Proteus que, cuando había sido poseído, ocultó su mente de su alcance para que no pudiera consumirla, y que además, la reprogramación de conducta le había permitido a Morfo adquirir suficiente dominio como para expulsarlo de su cuerpo. Pero en lugar de ello, le ofreció a Proteus una segunda oportunidad para redimirse y tener una vida mejor. MacTaggert aceptó y derrotaron juntos a su rival. A partir de ese momento, ambos compartieron un mismo cuerpo y trabajaron en equipo para ayudar a los Exiliados.
Debido a la frecuencia en que los Exiliados permanecían en el Palacio de Cristal, el mecanismo del Panopticron tuvo una reacción que acabó absorbiendo al equipo en sus paredes de cristal. Sin embargo, Morfo fue la única excepción, ya que el palacio absorbió a Proteus en su lugar.

### Necrosha
Tiempo después, Proteus fue restaurado en su forma energética en la Tierra-616, disperso en numerosas partes. No satisfecho con la muerte, decidió reunir sus fragmentos y regresar, lo cual sería favorecido por acontecimientos posteriores.
Cuando la vampiresa Selene utilizó un virus tecno-orgánico para revivir a muchos mutantes fallecidos, Proteus depositó una parte de su energía y su conciencia en Destiny en el momento en que fue revivida. La mutante precognitiva había muerto en la Isla Muir, mismo lugar en donde se encontraba una gran cantidad de la energía de Proteus, lo que permitió que su plan tuviera éxito.
Si bien el Mutante X no era capaz de controlarla totalmente, tenía acceso a sus visiones, con las cuales creó una falsa premonición acerca de una amenaza en la Isla Muir. Por esta razón, se contactó con Vendas, una aliada de los X-Men con quien compartió dichas visiones. De esa forma, una parte de Proteus se instaló también en el cuerpo de Vendas, logrando convencer a los demás de dirigirse a la isla.
Vendas llegó al lugar, acompañada por algunos de los X-Men, y sin saberlo, reunió allí demasiados fragmentos del villano cuando recorrió la isla y cuando volvió a tener contacto con Destiny. Así se concentró tanta energía que provocó un estallido donde Proteus regresó a la vida.
Pese a los intentos de los X-Men por escapar de la isla, éste dejó fuera de combate a Coloso y a Magneto para evitar que ninguno de sus rivales volviera a explotar su debilidad por el metal. Durante el enfrentamiento, Proteus descubrió que, luego de su experiencia de reconstrucción en la muerte, era capaz de poseer más de un cuerpo al mismo tiempo, por lo que controló tanto a Vendas y a Destiny como a Nightcrawler, Psylocke, Trance y Husk.
Rogue tomó los poderes de Psylocke y utilizó su espada psíquica para liberar a todos sus compañeros del control de Proteus. Mientras Magneto usó sus habilidades para llevarse a la poseída Vendas hacia las afueras del planeta, donde su oponente tendría una ventaja menor para luchar. Creando un escudo para ganar tiempo, Magneto logró identificar la energía del Mutante X y localizó su matriz. A pesar de que Proteus los llevó a ambos de regreso a tierra, Magneto separó dicha energía del cuerpo de Vendas y la tornó inestable, haciendo estallar a su rival.

### Un hombre llamado X
Rey Sombra halló una parte de la energía de Proteus en el Plano Astral y la utilizó como un arma, esparciéndola en forma de infección psíquica por la ciudad de Londres. Charles Xavier, que había derrotado a Rey Sombra en aquel plano y regresado a la vida a través del cuerpo de Fantomex, purgó toda esa energía de las mentes de los infectados hasta poder reunirla en un solo punto. Sin tener conocimiento de la auténtica naturaleza de aquella energía, la acumuló en forma de un sol verde, que causó un estallido que trajo a Proteus de vuelta a la vida.
Antes de confrontarlo, Xavier (ahora llamado X) y Psylocke decidieron entrar a su mente para intentar una solución pacífica. Tras permitirles entrar, Kevin los recibió en su forma humana, en un castillo, donde les contó todo el sufrimiento que había pasado durante aquellos años que estuvo confinado en la Isla Muir por su madre y que, cuando su alma fue prisionera del Rey Sombra, experimentó diez mil años atrapado en el Plano Astral. Allí reflexionó sobre todo el daño que había hecho a quienes poseyó y asesinó, y prometió dejar a los X-Men en paz si ellos también lo hacían. Desconfiando de sus intenciones, X se dispuso a atacarlo, por lo que Proteus los envió a él y a Psylocke de regreso atrapados en una tormenta de la realidad, de la que tuvieron que ser rescatados por Old Man Logan y Arcángel, ya que poseían metal en sus cuerpos. X les informó luego que había descubierto que Proteus planeaba traer el Plano Astral al mundo real.
Proteus se dirigió a Fetters Hill, en Escocia, donde persuadió a sus habitantes de darles el poder de obtener todo aquello que desearan. Para asegurarse de que su plan no falle, creó muros de piedra alrededor del pueblo con guerreros armados y les dio a todos los habitantes dichos poderes. Cuando los X-Men llegaron, hallaron un gran caos provocado por todos los deseos de la gente, en lo que Proteus denominó jardín de la realidad. Una vez que los atrapó, Proteus intentó mostrarle a X lo equivocado que estaba su sueño sobre una coexistencia pacífica entre humanos y mutantes, y que las personas nunca superarían los prejuicios a pesar de lo buenas que puedan ser. De esta forma, hizo que su jardín de la realidad creciera aún más y esparciera semillas hacia el resto del mundo para que el fenómeno se repita en otras ciudades. X y Psylocke se ocuparon de contener y revertir cada uno de los jardines en el mundo, mientras el resto del equipo comenzó a destruir las distintas creaciones en Fetters Hill para reducir la energía que fortalecía a Proteus. Con los jardines cada vez más desvanecidos, Proteus fue sometido entre Rogue y Gambito, y con la ayuda de Bishop, su forma física fue dispersada en una explosión.

### Dinastía de X
Tras la instauración de la isla Krakoa como una nación-estado para todos los mutantes, Proteus fue reclutado con el objetivo de ayudar a sus pobladores. Allí se integró al grupo conocido como Los Cinco, quienes tenían la misión de resucitar mutantes fallecidos a través del uso de sus habilidades.
Para lidiar con las desventajas físicas y psicológicas que ocasionaban sus poderes, Charles Xavier utilizó los cuerpos vacíos que se usaban en el proceso de resurrección, de forma que Proteus siempre tuviera uno de reserva para el momento en que esté a punto de consumir su cuerpo. Los cuerpos empleados para este propósito eran creados con la base genética del propio Xavier.

## Poderes y habilidades
Proteus es considerado como uno de los mutantes más poderosos del Universo Marvel, con clasificación de nivel Omega.
Entre sus habilidades, se halla la manipulación de todo tipo de materia, lo cual le permite distorsionar la realidad, ignorando incluso las leyes de la física. De esta forma, puede hacer o deshacer cualquier alteración en objetos y personas.
Además, posee poderes psíquicos que le permiten explorar mentes ajenas y le otorgan invisibilidad ante la mayoría de las búsquedas telepáticas. Puede transferir su conciencia a un cuerpo ajeno, a cuyas memorias puede acceder libremente, y en caso de que el anfitrión sea un mutante, puede hacer uso de las habilidades de éste. Luego de los eventos en Necrosha, demostró ser capaz de poseer más de un cuerpo al mismo tiempo.
Sin embargo, su mutación también involucra un desgaste del cuerpo utilizado, ya que consume grandes cantidades de energía para sobrevivir. Por lo tanto, se encuentra permanentemente obligado a transferirse a otro cuerpo antes de que se termine por consumir. Dependiendo de la frecuencia con que utilice sus poderes, puede acelerar el desgaste, por lo que su cuerpo puede resistir durante una semana con el uso moderado de sus habilidades, como también puede consumirse en menos de un día con el uso excesivo. Generalmente, los huéspedes que abandona Proteus no logran sobrevivir tras el desgaste de energía.
Proteus también puede permanecer fuera de un cuerpo, dejando ver su verdadera apariencia, constituida por energía pura. En este estado se vuelve totalmente vulnerable a cualquier tipo de metal, el cual es su debilidad, debido a que el contacto con una gran cantidad de metal puede dispersar su energía y destruir su conciencia. Por lo tanto, es incapaz de ingresar al cuerpo de una persona que posea metal, como en los casos de Wolverine o Coloso.
Otra de sus habilidades consiste en la descarga mental de cualquier cantidad de información que posea una máquina, lo cual hizo una sola vez al acceder por unos instantes a la base de datos del Palacio de Cristal. Así, demostró también ser capaz de doblar su propio espacio en dirección hacia otros sitios, por lo que pudo transportarse a otras realidades.

## Otras versiones

### Ultimate X-Men
En la Tierra-1610 (conocida también como Ultimate), Proteus era un joven llamado David Xavier y era el hijo del Profesor X y Moira MacTaggert.
Durante el arco argumental World Tour, éste logró escapar de la Isla Muir luego de haber tomado el cuerpo de una científica que trabajaba en las instalaciones.
Los X-Men, junto con los agentes Dai Thomas y Betsy Braddock de S.T.R.I.K.E., hallaron a Proteus en la ciudad de Aberdeen, donde se apoderó del cuerpo de Wolverine en un primer enfrentamiento, pero luego huyó tras saltar a un camionero que pasaba por allí.
Tras una intensa búsqueda, descubrieron que el hijo del Profesor X se encontraba en el cuerpo de Psylocke a partir de un encuentro previo. Haciendo uso de las habilidades telepáticas de Psylocke, reforzó sus defensas psíquicas y evitó que su padre lo detuviera, manteniendo una última batalla en la que hirió gravemente al Hombre de Hielo y mató a miles de personas en distintas partes del mundo, en un intento por humillar a Xavier y destruir todo aquello por lo que los X-Men habían luchado.
La conciencia de Psylocke intentó retomar el control de su cuerpo y suplicó a Xavier que la asesinaran antes de que su hijo causara más muertes. Aprovechando la distracción, Coloso los aplastó con un automóvil, matando a Proteus y a Braddock.

## En otros medios
Proteus apareció en el episodio de dos partes Proteus de la serie animada de X-Men, con la voz de Stuart Stone. Kevin MacTaggert tenía sus poderes de deformación y posesión de la realidad, pero también tenía la capacidad de transformarse de nuevo en su forma humana, un poder que no tenía en los cómics. Además, cuando se apoderó de los cuerpos de las personas, no las mató como lo hizo en los cómics, solo las debilitó. El propio Proteo estaba algo humanizado y mucho menos malvado; era un adolescente violento, inestable, de 17 años, con mentalidad infantil y poca comprensión de la realidad (Moira lo mantuvo prácticamente encerrado en su centro durante años), y en cierto momento incluso salvó a un joven de ser golpeado. por una pandilla de matones. Kevin / Proteus despegó en busca de su padre; sin saber la verdad y anhelando el amor de su padre, culpó a su madre Moira por no darle una oportunidad a su padre. Luego atacó al Profesor X, Rogue, Moira, Wolverine y Bestia, derrotándolos y haciendo que Wolverine experimente la muerte, lo que le causa a Logan una gran cantidad de daño psicológico. Moira le dice al Profesor X que el padre de Proteus, Joseph, no lo quería porque era un mutante. El Profesor X y los X-Men se enfrentan al propio Joseph, pero él se niega a escuchar y solo le preocupa que la gente descubra que es el padre de Kevin porque es un mutante. Rogue está preparada para proteger a Joseph, y ella escucha su discurso sobre el amor de los niños, lo que la impulsa a recordar su pasado cuando su padre la rechazó debido a su propio estado como mutante. Kevin llega al pasillo y ataca a Rogue y Bestia cuando Joseph se va. El profesor X intenta razonar con Proteus y culpa al profesor por mantener a Joseph alejado de él. Wolverine llega a tiempo para salvar al Profesor X y a Bestia. El profesor X intenta contactar mentalmente a Proteus y le dice que puede ayudarlo, pero Proteus insiste en ver a su padre. Moira dice que han intentado razonar con él lo suficiente y les dice que debe hacer algo al respecto ahora. Kevin llega a otro discurso de Joseph, diciendo que quiere que Joseph lo ame, pero Joseph dice que es un truco y está tratando de arruinarlo. Joseph le dice que se vaya y Kevin se enoja tanto que pierde el control. El Profesor X logra detenerlo usando sus poderes psíquicos, calmando a Kevin; vuelve a su forma normal y recibe un abrazo de Moira. Joseph llega, se disculpa con Kevin y los dos se reconcilian.